# José Joaquín Pérez
José Joaquín Pérez Mascayano (* 6. Mai 1801 in Santiago de Chile; † 1. Juli 1889 ebenda) war von 1861 bis 1871 Präsident von Chile.

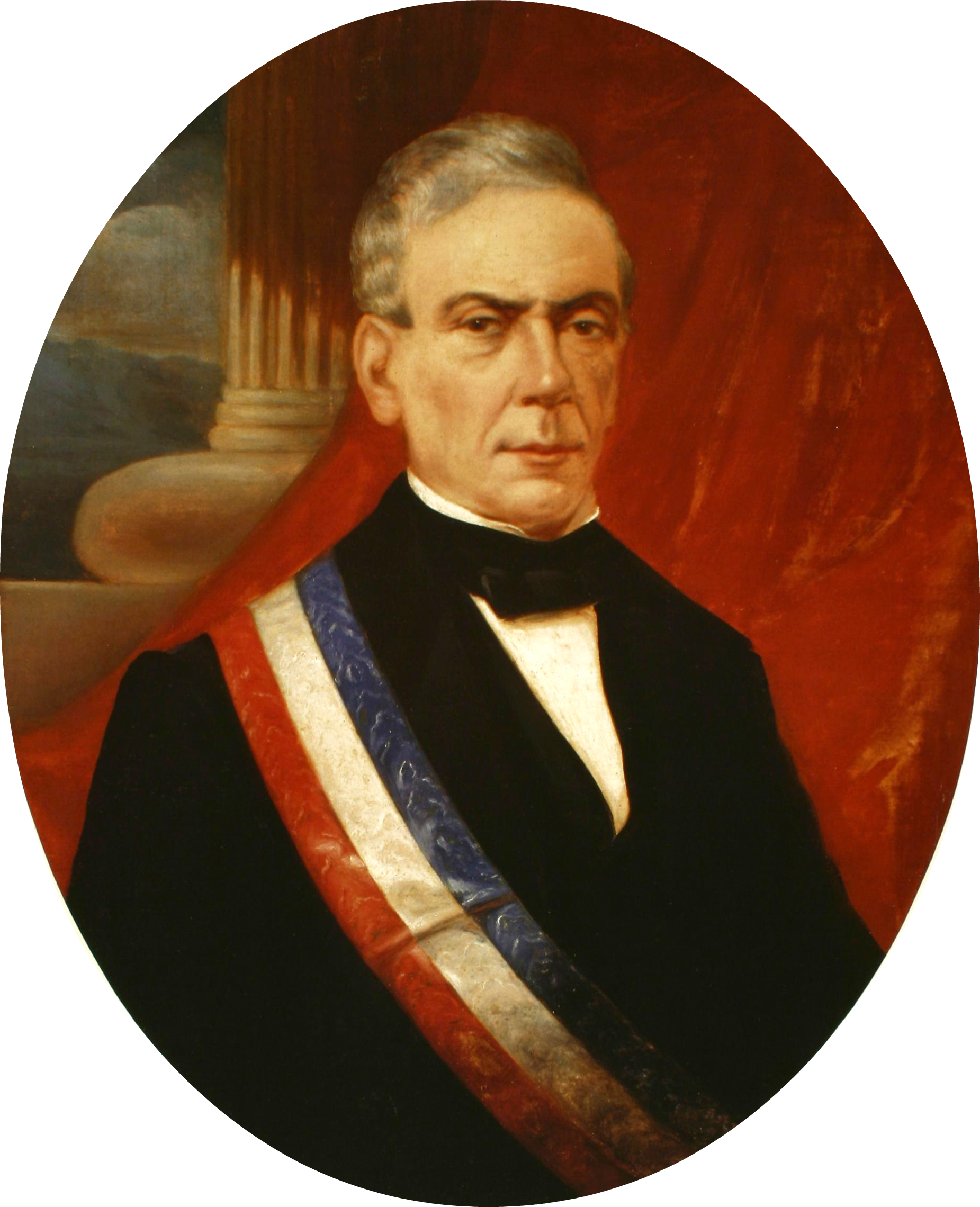
José Joaquín Pérez Mascayano

## Leben
Pérez wurde als Sohn reicher Eltern in eine Kolonial-Familie geboren, die zur aristokratischen Oberschicht Chiles zählte. Nach der Schule studierte er an der Universidad de San Felipe Rechtswissenschaft.
1826 wurde er als Abgeordneter für San Felipe gewählt und begleitete eine Gesandtschaft Chiles in die USA und nach Mexiko, wo sie die Anerkennung der unabhängig gewordenen Republik erreichten. In Washington, DC blieb Pérez fast zwei Jahre. Die Eindrücke des etablierten republikanischen Politiksystems der USA prägten ihn tief.
1829 versetzte ihn die Regierung an die Gesandtschaft nach Paris, wo er ebenfalls die völkerrechtliche Anerkennung der Republik Chile erreichte. Anfang 1834 kehrte er nach Chile zurück und wurde wiederholt ins Abgeordnetenhaus gewählt, dessen Vizepräsident er 1839 wurde.
Unter der Präsidentschaft von José Joaquín Prieto Vial teilte Pérez die weitverbreitete Einschätzung, dass die Konföderation von Santa Cruz zwischen Peru und Bolivien eine strategische Bedrohung für Chile bedeutete. 1839 wurde Pérez deswegen nach Argentinien gesandt, um durch eine Allianz mit diesem Nachbarn auf diplomatischem Wege ein Gegengewicht zu schaffen. Erst Ende 1840 kehrte er zurück. Im April 1841, also erst im Alter von knapp vierzig Jahren, verheiratete José Joaquín Pérez sich mit Tránsito Flores y Cavareda; aus der Ehe gingen insgesamt elf Kinder hervor.
Er arbeitete weiter als Abgeordneter, übernahm 1842 das Amt des Parlamentspräsidenten und trug sich bereits mit Gedanken, sich aus dem politischen Leben zurückzuziehen und die Verwaltung der umfangreichen Familiengüter zu übernehmen, als ihn Präsident Manuel Bulnes Prieto im September 1844 zum Finanzminister berief, weil der reguläre Amtsinhaber Manuel Rengifo schwer erkrankt war und bald starb. Pérez behielt das Amt bis 1846 und nahm danach wieder sein Abgeordnetenmandat wahr. Der Sturz des Ministers Manuel Camilo Vial 1849 ließ Präsident Bulnes erneut nach José Joaquín Pérez rufen, diesmal für das Amt der Innen- und Außenministers.
Während der militärischen Auseinandersetzungen, in deren Folge Manuel Montt Torres 1851 zum Präsidenten aufstieg und der gewalttätigen Kämpfe während der Montt-Präsidentschaft hielt Pérez Distanz zur Regierung. Er war während dieser Zeit Senator und Staatsrat.
Seine Zurückhaltung machte ihn nach dem Ende der Präsidentschaft von Manuel Montt zum idealen Kompromisskandidaten, der die verfeindeten Lager versöhnen sollte. So riefen ihn einflussreiche Kreise 1861 zum Kandidaten „von allen und für alle“ aus. Einstimmig wurde José Joaquín Pérez von den 216 Wahlmännern zum Präsidenten bestimmt und übernahm das Amt traditionsgemäß am 18. September 1861.
Von Anfang an bemühte er sich, seine Regierungszeit von den Montt-Jahren abzuheben und erließ als erste Amtshandlung eine Amnestie für politische Gefangene. Bald darauf stellte er die Versammlungs- und Pressefreiheit wieder her.
1865 trat Chile seinem Nachbarn Peru im Krieg gegen Spanien zur Seite, vor allem auf Seeseite, als die chilenische Flotte der spanischen Kriegsflotte vor Valparaíso und Papudo Seeschlachten lieferte und dabei eine spanische Korvette enterte. Kriegsbedingt wurde indessen der Schiffsdienst zwischen den Küstenstädten ebenso ausgebaut wie das Telegrafennetz des Landes.
Konflikte über den Guano-Abbau in der Provinz Antofagasta führten 1866 zu einem Grenzvertrag mit Bolivien, der die Landesgrenze am 24. Breitengrad bestimmte, zugleich aber den gemeinschaftlichen Abbau von Bodenschätzen zwischen dem 23. und dem 25. Breitengrad regelte. Auf diese Weise behielt Bolivien mit Antofagasta seinen einzigen Seehafen, und Chile konnte von den Erträgen der Bodenschätze mit profitieren.
1863 wurde die Eisenbahnlinie von Santiago nach Valparaíso in Betrieb genommen. In der Folge eines dramatischen Kirchenbrandes, dem über 2000 Menschen in Santiago zum Opfer fielen, gründete sich unter der Schirmherrschaft von Präsident Pérez am 20. Dezember 1863 der Cuerpo de Bomberos Voluntarios de Santiago, die Freiwillige Feuerwehr der Hauptstadt, der regionale Feuerwehren überall im Lande folgten. Bis heute genießen die Bomberos eine große Bedeutung in Chile und sind fest im gesellschaftlichen Leben verankert.
Im Laufe von Pérez’ erster Amtszeit wandte sich die Nationale Partei von ihm ab und trat in offene Opposition. Aus dieser neuen Lage ergab sich eine liberal-konservative Koalition, die sowohl Pérez als auch seinen Nachfolger Federico Errázuriz Zañartu bis 1873 unterstützte. 1866 erreichte Pérez die Wiederwahl für weitere fünf Jahre, diesmal mit 191 gegen 26 Stimmen.
Pérez war der letzte Präsident, dem die chilenische Verfassung eine unmittelbare Wiederwahl gestattete, 1869 wurde das Wahlrecht geändert. Auch die private Religionsfreiheit wurde eingeführt: Damit durften erstmals auch Nicht-Katholiken Gottesdienste feiern – allerdings nur in geschlossenen Privaträumen – und private Bildungseinrichtungen gründen. 1868 nahm die staatliche Post ihren Dienst im Lande und nach Übersee auf.
1871 übergab Pérez siebzigjährig das Amt an seinen gewählten Nachfolger Federico Errázuriz Zañartu. Er selbst behielt nach seiner Amtszeit die Mandate von Senator und Staatsrat bis 1882. Geistig blieb er rüstig bis ins hohe Alter und starb schließlich im Alter von 88 Jahren.